# Befähigte Person

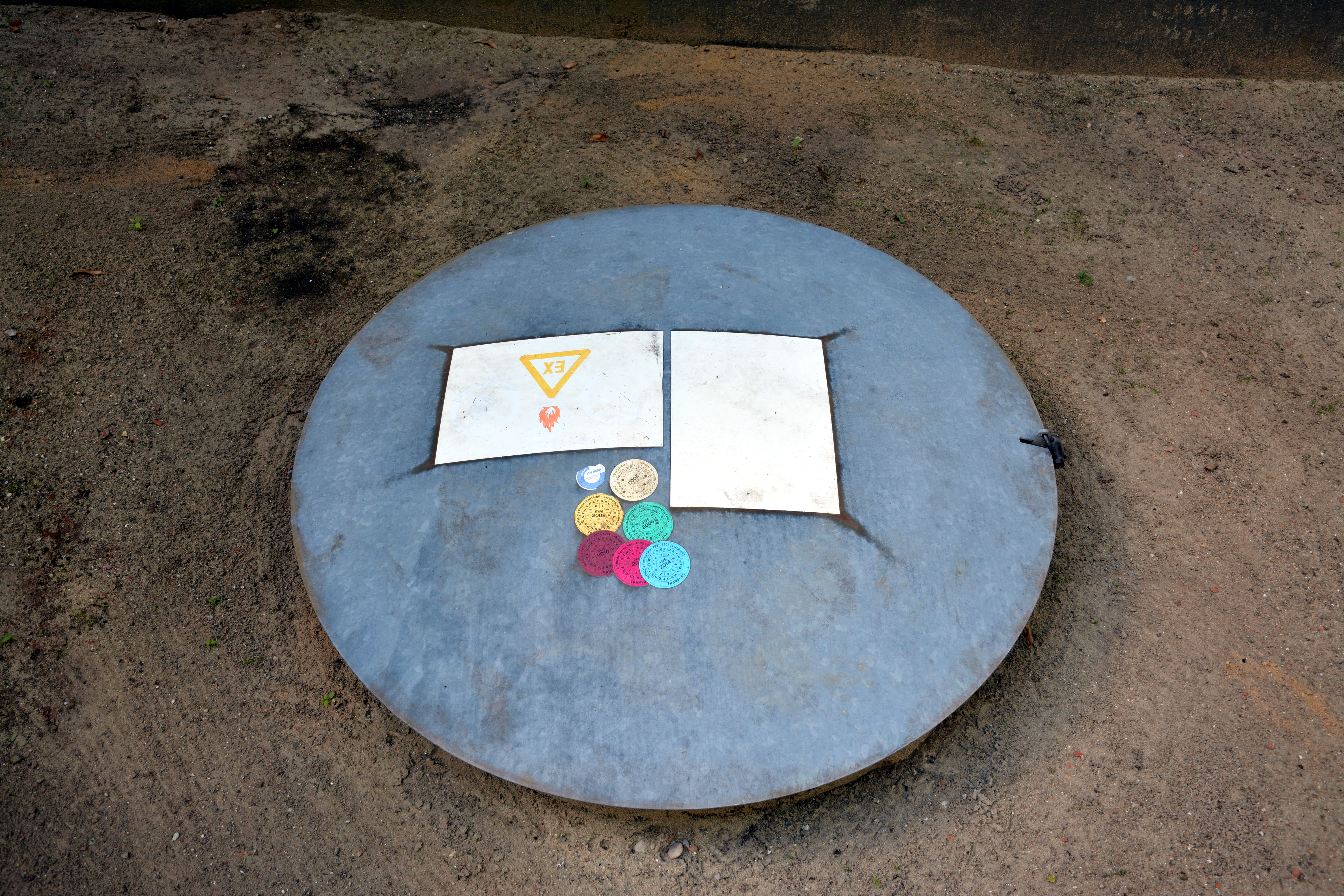
Von befähigten Personen geprüfter unterirdischer Flüssiggastank mit Siegeln

Die zur Prüfung befähigte Person ist im Sinne der deutschen Betriebssicherheitsverordnung eine Person, die durch ihre Berufsausbildung, ihre Berufserfahrung und ihre zeitnahe berufliche Tätigkeit über die erforderlichen Fachkenntnisse zur Prüfung der Arbeitsmittel verfügt (Definition nach § 2 (6) BetrSichV).

## Arbeitsmittel
Der Begriff des Arbeitsmittels ist sehr breit gefasst; dies können einfache Werkzeuge sein (Hammer, Bohrmaschine), Arbeitsmittel mit besonderen Gefahren (Gerüste, Absturzsicherungen, Krananlagen, Flurförderzeuge, kraftbewegte Tore) und auch überwachungsbedürftige Anlagen, soweit diese in §§ 14/15 Prüftätigkeiten nicht der Zugelassenen Überwachungsstelle übertragen werden.

## Prüfumfang
Der Prüfumfang ist in § 14 der BetrSichV näher umschrieben. Die zur Prüfung befähigte Person muss Arbeitsmittel vor Inbetriebnahme und nach einer Montage z. B. auf einer Baustelle prüfen, wenn die Sicherheit von den Montagebedingungen abhängt. Wenn Arbeitsmittel Schaden verursachenden Einflüssen unterliegen, müssen diese in regelmäßigen Abständen geprüft werden (wiederkehrende Prüfungen nach §16 BetrSichV). Die Prüfung muss dokumentiert werden. Die Prüffristen müssen im Rahmen der Gefährdungsbeurteilung (§ 3 BetrSichV) durch den Arbeitgeber (nicht durch die befähigte Person) ermittelt werden.

## Anforderungen
In der „Technische Regel für Betriebssicherheit“ TRBS 1203 „Zur Prüfung befähigte Personen“ Ausgabe März 2019 sind die Anforderungen an die Prüfpersonen weiter konkretisiert: zur Prüfung befähigte Personen verfügen ... über Fachkenntnisse, die sie durch
1. berufliche Ausbildung; das heißt, die befähigte Person muss eine Berufsausbildung oder ein Studium abgeschlossen haben.
2. Berufserfahrung; d. h., mit den zu prüfenden vergleichbaren Arbeitsmitteln muss die befähigte Person im Berufsleben praktisch umgegangen sein.
3. zeitnahe berufliche Tätigkeiten; d. h., eine Tätigkeit im Umfeld der anstehenden Prüfung, auch Weiterbildung
erworben haben.
Da die Komplexität der Arbeitsmittel sehr unterschiedlich ist, ergeben sich auch sehr verschiedene Anforderungen an die Qualifikation der befähigten Person.
Die befähigte Person unterliegt hinsichtlich des Prüfergebnisses keinen Weisungen (z. B. durch disziplinarische Vorgesetzte) und die Person darf nicht durch die Prüftätigkeit benachteiligt werden.
Weitergehende definiertere Anforderungen werden an befähigte Personen gestellt, die überwachungsbedürftige Anlagen (Aufzugsanlagen, bei Explosionsgefährdungen oder Druckgefährdungen) prüfen. Ebenso werden weitere Anforderungen an Prüfpersonen für Kräne und Anlagen für szenische Darstellungen gestellt. Hierfür ist zusätzlich die Anerkennung durch die Deutsche Gesetzliche Unfallversicherung bzw. den zuständigen Träger der gesetzlichen Unfallversicherung erforderlich.

## Unterrichtung / Unterweisung
In § 12 der BetrSichV wird die Unterrichtung und Unterweisung von Beschäftigten im Umgang mit Arbeitsmitteln gefordert. Die Gefährdungen und ggf. einzuhaltenden Schutzmaßnahmen müssen den Beschäftigten vermittelt werden. Diese Forderung (sicherer Umgang) ist zu unterscheiden von den Prüfungen, die befähigten Personen übertragen werden.

## Explosionsgefährdungen
Nach § 2 Absatz (6) in Verbindung mit Anhang 2 Abschnitt 3 Nr. 3.3 BetrSichV muss die befähigte Person für die Prüfungen zu Explosionsgefährdungen über
- ein einschlägiges Studium oder
- eine vergleichbare technische Qualifikation oder
- eine andere technische Qualifikation mit langjähriger Erfahrung auf dem Gebiet der Sicherheitstechnik verfügen.

Die Person muss Kenntnisse bezüglich des Regelwerkes aufweisen und mindestens ein Jahr in dem Bereich gearbeitet haben. Eine Teilnahme an Erfahrungsaustauschen wird gefordert.
Besondere Anforderungen werden an befähigte Personen gestellt, die Prüfungen an instandgesetzten Geräten/Teilen durchführen. Sie müssen von der zuständigen Behörde (z. B. Bezirksregierung in NRW) hierfür anerkannt sein. Die Auflagen der BetrSichV sehen somit sehr hohe Anforderungen an befähigte Personen für Prüfungen zum Schutz vor Explosionsgefährdungen vor.

## Druckgefährdungen
Nach § 2 Absatz (6) in Verbindung mit Anhang 2 Abschnitt 4 BetrSichV müssen zu Prüfung befähigte Personen für diesen Aufgabenbereich eine technische Ausbildung und Berufserfahrung in dem Aufgabenfeld besitzen. Sie müssen über spezielle Kenntnisse über den Schutz vor Druckgefährdungen und die technischen Regelungen verfügen, die sie z. B. im Rahmen von Schulungen oder Unterweisungen erlangt haben.